# 原向站

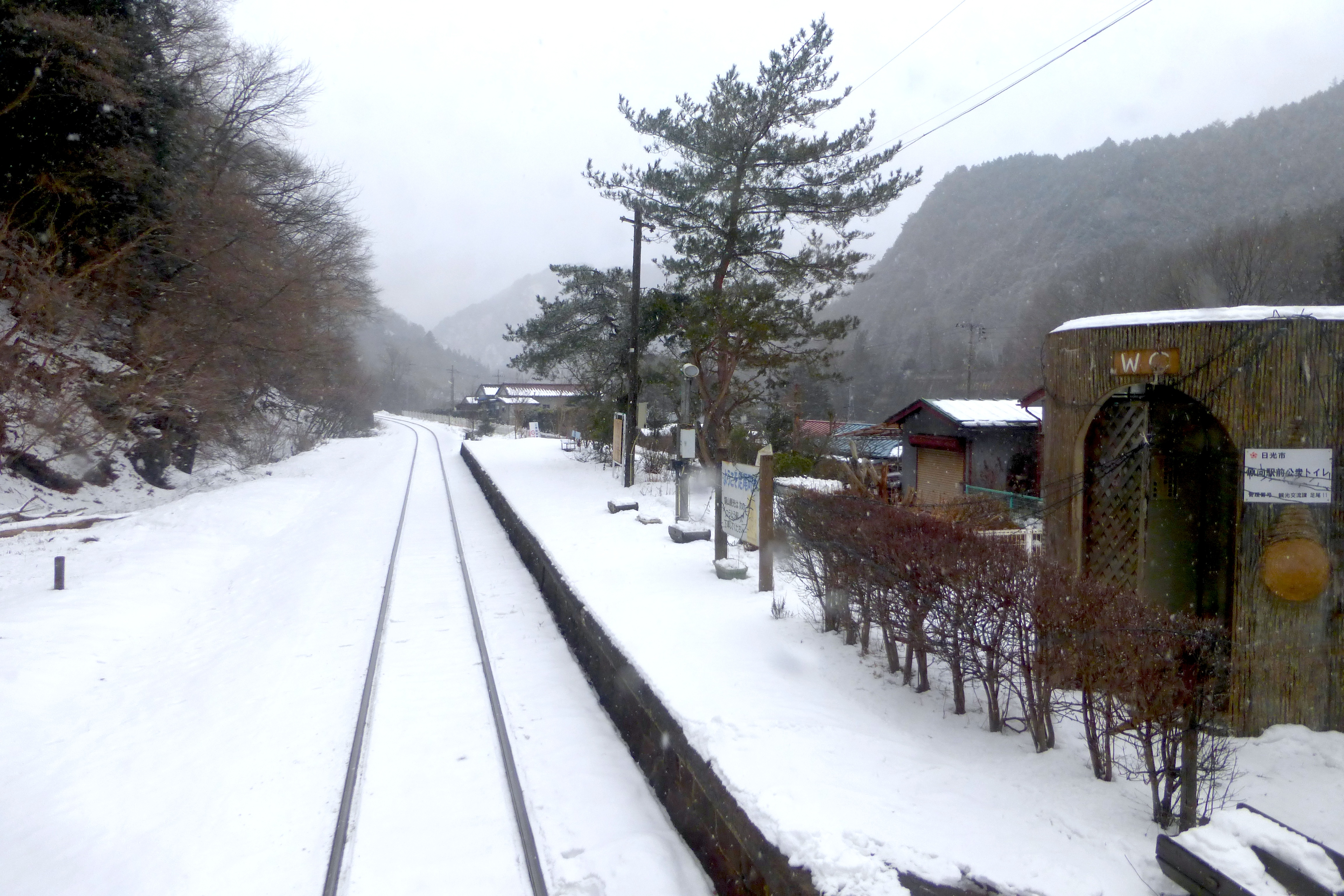
月台（2015年2月）

原向站（日语：／ Haramukō eki */?）是位於栃木縣日光市足尾町3066番地，渡良瀨溪谷鐵道的渡良瀨溪谷線車站。車站編號為WK14。

## 歷史
- 1912年（大正元年）12月31日 - 足尾鐵道車站啟用[2]。
- 1918年（大正7年）6月1日 - 足尾鐵道國有化，同日升級至車站，成為國有鐵道足尾線車站。
- 1987年（昭和62年）4月1日 - 伴隨國鐵分割民營化，車站由東日本旅客鐵道（JR東日本）營運[3]。
- 1989年（平成元年）3月29日 - 足尾線由渡良瀨溪谷鐵道接管，成為渡良瀨溪谷線車站。

## 車站構造
此站是地面車站，設有1面1線的單式月台。此站是無人車站。廁所是一座原木形建築物。

## 使用狀況
| 1日上下車人次變化 | 1日上下車人次變化 |
| 年度              | 1日平均人次       |
| ----------------- | ----------------- |
| 2011年            | 3                 |
| 2012年            | 5                 |
| 2013年            | 4                 |
| 2014年            | 6                 |
| 2015年            | 5                 |

## 車站周邊
- 國道122號（在渡良瀨川對面岸）
- 栃木縣道139號原向停車場線（日语：栃木県道139号原向停車場線）

## 相鄰車站
渡良瀨溪谷鐵道
■渡良瀨溪谷線
澤入（WK13）－原向（WK14）－通洞（WK15）

## 注腳
1. 1 2  國土數値情報(不同車站上下車數據)  （页面存档备份，存于）（日語） - 國土交通省，2018年3月20日參閲
2. ↑  「私設鉄道運輸開始」『官報』1913年1月14日（國立國會圖書館數碼化收藏）
3. ↑  『交通年鑑 昭和63年版』 交通協力會，1988年3月。

## 外部連結
- 渡良瀨溪谷鐵道｜原向站 （页面存档备份，存于）（日語）